# La Face cachée du baklava
Pour plus de détails, voir Fiche technique et Distribution.
La Face cachée du baklava est un long métrage québécois produit, écrit et réalisé par Maryanne Zéhil, mettant en vedette Jean-Nicolas Verreault, Claudia Ferri, Raïa Haïdar, Geneviève Brouillette et une myriade de comédiens issus de la diversité. Le film raconte le choc des cultures libanaise et québécoise à travers la relation entre deux sœurs,.

## Synopsis
Le film traite des différences culturelles sous l’angle de la comédie. On y suit deux sœurs parties du Liban pour s’installer à Montréal. Pendant que l’une, Houwayda, a adopté les valeurs et le mode de vie occidentaux, l’autre, Joëlle, est restée ancrée dans les traditions de sa patrie d’origine. Confrontée à un choix de vie important, Houwayda remet en question ses valeurs présentes et passées, ce qui aura des répercussions sur son entourage,,. 

## Fiche technique
- Titre original : La Face cachée du baklava
- Titre anglais : The Sticky Side of Baklava
- Réalisation et scénario : Maryanne Zéhil
- Production : Maryanne Zéhil
- Direction de la photographie : Nathalie Moliavko-Visotzky
- Musique originale : Benoît Charest
- Montage : Dominique Fortin
- Direction artistique : Marie Hélène Lavoie
- Costumes : Mariane Carter
- Prise de son : Pierre Bertrand
- Conception sonore : Raymond Vermette
- Mixage : Luc Boudrias
- Société de production : Mia Productions
- Société de distribution : Axia Films
- Pays d'origine :  Canada
- Langue originale : Français
- Format : Couleur - numérique
- Genre : Comédie
- Durée : 88 minutes
- Dates de sortie :
  - Canada : 8 novembre 2020 (première au Festival de films francophones Cinemania)[1]
  - Afrique du Sud : 22 juillet 2021 (Festival international du film de Durban)[6],[2]
  - Canada : 3 septembre 2021 (sortie en salle au Québec)[7]

## Distribution
- Jean-Nicolas Verreault : Pierre
- Claudia Ferri : Houwayda
- Raïa Haïdar : Joëlle
- Geneviève Brouillette : Émilie
- Manuel Tadros : Jacques
- France Castel : Sylvie
- Marcel Sabourin : Guy
- Angèle Coutu : Geneviève
- Michel Forget : Jocelyn
- Anick Lemay : Isabelle
- Nathalie Cavezzali : Sophie
- Joseph Antaki : Jean
- Natalie Tannous : Maryse
- Olivia Dandurand : Mireille
- Siham Kortas : Renée
- Aïda Nader : Najla
- Zenab Jaber : Lilianne

## Inspiration
La réalisatrice Maryanne Zéhil a imaginé cette comédie à la suite d’une réflexion sur le malaise du choc culturel, engendré par le flux migratoire de notre époque mais qui peut naître également au sein d’une même famille. Née au Liban et installée à Montréal, Maryanne Zéhil s’appuie sur son expérience et ses observations pour célébrer les différences des peuples à travers ce qui les unit.